# Македонци у Мађарској
Македонци у Мађарској (мкд. Македонци во Унгарија, мађ. Makedónok Magyarországon) односи се на етничку македонску мањину која живи у данашњој Мађарској. После Грчког грађанског рата, многи Македонци су евакуисани у Мађарску. Многи су отишли из Социјалистичке Републике Македоније 1950-их и 1960-их. Преостала је значајна мањина од 7.253 која су побегла из Грчке. Процењује се да је у Мађарској 1995. живело око 5.000 Македонаца. Већина македонског становништва је присутна у главном граду земље - Будимпешти.